# 间隙连接
间隙连接（英語：Gap junction），或称缝隙连接，是细胞连接的一种，神经细胞之间的间隙连接又称电突触（Electrical synapse），是一种特化的动物细胞间连接，广泛地存在于各种动物组织中。间隙连接通过连接细胞的胞质，允许多种小分子、离子和电信号直接通过，这一过程有一定的选择性，间隙连接的开闭往往受到调控。
形成间隙连接的两个细胞的细胞膜往往平行而且紧密地排列，留有纳米尺度的缝隙，两个分处在相邻细胞质膜上的连接子对齐连接，形成一个狭窄的通道，大量的通道排列在这一缝隙中，进而构成了间隙连接。
植物细胞的胞间连丝与动物细胞的间隙连接相似。
除了完全发育的骨骼肌细胞以及不固定的细胞，例如红细胞，间隙连接在人体中各种组织中几乎处处存在。但尚未在一些低等动物，例如多孔动物门中，发现间隙连接。

## 结构
在脊椎动物中，连接子是由连接蛋白（Connexin）组成的同构或异构六聚体。无脊椎动物的间隙连接由无脊椎连接蛋白（Innexin）构成，与脊椎动物的连接蛋白之间没有明显的同源序列。尽管序列上存在差异，但无脊椎动物连接蛋白在结构和功能上与脊椎动物的连接蛋白极为相似，以至于可以宣称它几乎以相同的方式构成了间隙连接。泛连接蛋白（Pannexin）家族原本被认为也是形成细胞间通道的一种蛋白，但其实际上作为一个单层膜通道让细胞与胞外环境进行交流，例如交换钙离子以及ATP。
间隙连接的通道宽度在2 nm到4 nm之间。两个细胞的相应连接子相互对齐。每个连接蛋白有四个跨膜单位。有时，多个间隙连接聚集成一种称为“斑”（Plaque）的宏观结构。
由两个相同的半通道，即连接子，形成的间隙连接称为“同型”（homotypic），否则称为“异型”（heterotypic）。另外，由六个相同的连接蛋白形成的连接子称为“同聚”（homomeric），否则成为异聚（heteromeric）。间隙连接的结构细节被认为与其功能密切相关。但是该关系的细节尚不清楚。
编码间隙连接的基因大致根据序列相似性分为三类：A，B和C（例如GJA1、GJC1）。应该注意，基因本身并不能编码间隙连接，而只能编码连接蛋白。另一种通用的连接蛋白分类方法是基于蛋白的分子量（例如connexin26，connexin43，connexin30.3等）。

### 间隙连接的结构层次
1. 一个连接蛋白有4个跨膜结构域；
2. 6个连接蛋白构成一个连接子，一个连接子又称为半通道；
3. 两个半通道跨膜连接在一起构成一个间隙连接通道；
4. 上百个间隙连接通道构成一个“斑”。

## 间隙连接通道的性质

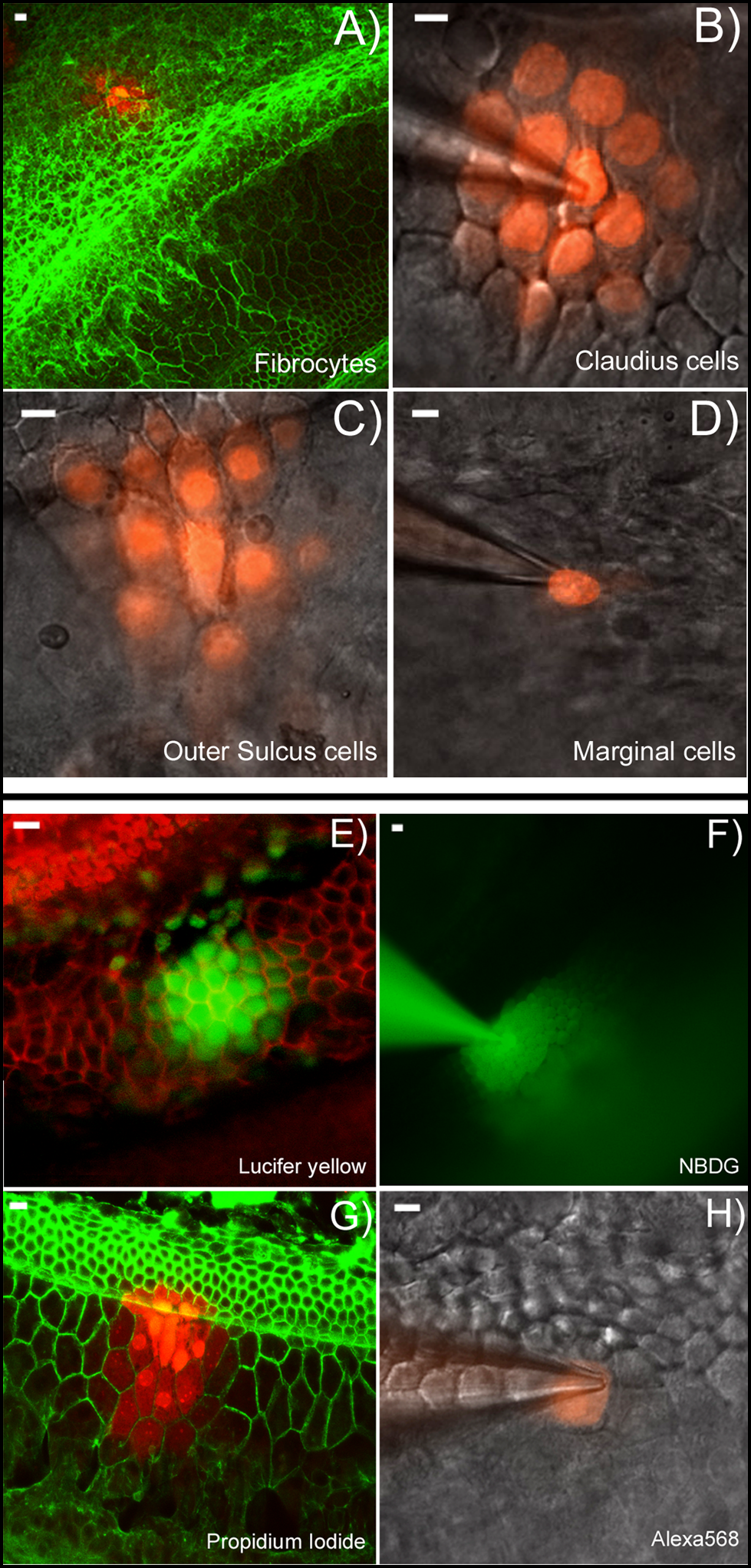
虽然光学显微镜图像不允许我们直接看到连接子（Connexon），但让我们看到了荧光染料注入一个细胞移动到相邻细胞时，间隙连接就被已知是存在的。

1. 间隙连接允许细胞之间直接的电信号传导。不同的间隙连接具有不同的单通道的电导，从30 pS到500 pS不等。
2. 允许细胞之间的化学通信。一些第二信使分子，例如肌醇三磷酸(IP3)和钙离子，可以通过间隙连接在细胞间进行传递。不同种类的间隙连接也对不同的分子有不同的选择通透性。
3. 一般来说，分子量小于1000道尔顿（Dalton，简写为Da）的分子可以通过间隙连接扩散到相邻细胞中，不同的连接子构造有不同的孔径尺寸和选择性。较大的分子，例如蛋白质，核酸，一般不能通过间隙连接。
4. 其可以确保分子和电流通过间隙连接而不泄漏进入细胞间隙中。

## 功能
简单地说，间隙连接可被视为电信号、小分子和离子的细胞间通路。控制这一通路将会产生复杂的效应，现分条陈述如下：

### 胚胎、组织和器官发育
在20世纪80年代，间隙连接通讯的一些细微而重要的作用被发现了。研究发现，在胚胎细胞中加入抗连接蛋白抗体可以阻断间隙连接的物质交流。在间隙连接被阻断的区域的胚胎最终发育不正常。研究者随后对抗体阻断间隙连接的机制进行了系统的研究。这些研究表明，间隙连接似乎是细胞极性和动物的对称性发育的关键因素。间隙连接对胚胎发育晚期细胞的分化也有重要作用。间隙连接还被发现在药物生效的信号传导过程中承担了主要作用，相应的，一些药物被证明可以阻断间隙连接通道。

### 间隙连接与旁观者效应

#### 细胞死亡
“旁观者效应”的含义是无辜的旁观者被杀，这也是由间隙连接引起的。当细胞因疾病或受伤而受到损害时，就会将死亡信息传送到与死亡细胞相连的相邻细胞上。这可能导致其他未受影响的健康的“旁观”细胞也会死亡。因此，旁观者效应在疾病的细胞学研究中是很重要的。除疾病导致的旁观者效应外，辐射或机械导致的细胞损伤及伤口愈合过程中的旁观者效应也受到了研究。疾病似乎也会影响缝隙连接在伤口愈合中发挥功能的能力。

### 电信号耦合
在大多数动物体中，间隙连接将细胞电耦合和化学耦合。电耦合可以相对快速地进行。本节中提及的组织（以及器官和系统）的有一些广为人知的受间隙连接协调的功能，这些细胞间信号传递过程在微秒或更短的时间尺度内发生。

#### 心脏
间隙连接在心肌中扮演重要角色。通过间隙连接的电耦合作用，心肌的所有肌细胞可同步工作。

#### 神经系统
神经元之间的缝隙连接常被称为电突触。在间隙连接结构被发现之前，电生理学的研究者就已利用电测量方法发现了电突触。电突触突触在整个中枢神经系统中都存在，特别是在新皮层、海马体、前庭核、丘脑网状核、锁膜下核、下橄榄核、三叉神经的中脑核、腹侧盖区、嗅球、视网膜和脊椎动物脊髓等区域。

#### 视网膜
视网膜的神经元中存在广泛的间隙连接，间隙连接既存在于同种细胞之间，又存在于异种细胞之间。

#### 耳蜗
目前已知耳蜗的柯蒂氏器的支持细胞，血管层内的细胞，以及结缔组织的纤维细胞间有广泛的间隙连接存在。其功能被认为与耳蜗内的钾离子转运有关，对耳蜗的听觉转导至关重要。